# Nightbirds
Nightbirds es el cuarto álbum de estudio de la banda estadounidense LaBelle. Fue publicado el 6 de octubre de 1974 a través del sello Epic Records.

## Antecedentes
A pesar de tener el control–su miembro Nona Hendryx comenzó a componer la mayor parte del material del grupo)–el grupo no había tenido éxito comercial con sus tres primeros álbumes: Labelle, Moon Shadow y Pressure Cookin'. Todos los álbumes combinaban elementos de la música rock mezclados con las raíces soul/góspel del grupo de sus días como Patti LaBelle and the Bluebelles. A pesar de esto, el grupo se convirtió en un atractivo como teloneros de The Who, Laura Nyro y The Rolling Stones. Después de su acto de apertura en la gira estadounidense de los Stones en 1974, LaBelle firmó un contrato de grabación exclusivo con Epic Records.

## Lanzamiento
El sello Epic publicó Nightbirds el 6 de octubre de 1974 y se convirtió en el cuarto álbum de estudio de LaBelle. Se publicó como un LP de vinilo y contenía cinco pistas en cada lado del disco. Además de la versión estéreo estándar de 2 canales, Nightbirds también fue lanzado por Epic en una edición cuadrafónica de 4 canales en disco de vinilo y cartucho de 8 pistas. El día del lanzamiento del álbum, la banda actuó en la Ópera Metropolitana de Nueva York, convirtiéndose en el primer grupo afroamericano, así como también en el tercer grupo, en actuar allí.

## Recepción de la crítica
Un escritor no especificado de la revista Cash Box declaró: “Es fantástico tener a Patty LaBelle, Nona Hendryx y Sarah Dash, colectivamente Labelle, de nuevo en la escena discográfica. Todo el mundo sabe que estas tres mujeres tienen el poder de mover montañas con sus increíbles voces y ahora que están bajo el ala de Epic no podemos esperar más que grandes éxitos de ellas”. Un escritor no especificado de Record World describió el álbum como “su conjunto más fuerte hasta el momento”.

## Lista de canciones
Todas las canciones escritas y compuestas por Nona Hendryx, excepto donde esta anotado. 
| Lado uno |                       |                                           |          |  |
| N.º      | Título                | Escritor(es)                              | Duración |  |
| 1.       | «Lady Marmalade»      | Bob Crewe Kenny Nolan                     | 3:57     |  |
| 2.       | «Somebody Somewhere»  |                                           | 3:26     |  |
| 3.       | «Are You Lonely?»     |                                           | 3:13     |  |
| 4.       | «It Took a Long Time» | Crewe L. Russell Brown Raymond Bloodworth | 4:04     |  |
| 5.       | «Don't Bring Me Down» | Allen Toussaint                           | 2:50     |  |

| Lado dos |                          |                                 |          |  |
| N.º      | Título                   | Escritor(es)                    | Duración |  |
| 1.       | «What Can I Do for You?» | James Budd Ellison Edward Batts | 4:03     |  |
| 2.       | «Nightbird»              |                                 | 3:10     |  |
| 3.       | «Space Children»         |                                 | 3:03     |  |
| 4.       | «All Girl Band»          | Toussaint                       | 3:51     |  |
| 5.       | «You Turn Me On»         |                                 | 4:38     |  |

## Certificaciones y ventas
| País                                                     | Certificación | Ventas   |
| -------------------------------------------------------- | ------------- | -------- |
| Estados Unidos (RIAA)                                    | Oro           | 500 000* |
| *cifras de ventas basadas únicamente en la certificación |               |          |